# Folies-Bergère (film, 1957)
Pour les articles homonymes, voir Folies-Bergère.
Pour plus de détails, voir Fiche technique et Distribution.
Folies-Bergère , ou  Un soir au music-hall, est un film français réalisé par Henri Decoin, sorti en 1957.

## Synopsis
Bob Wellington, beau soldat américain en permission à Paris, apprécie le Jazz et surtout le Music-hall. Souhaitant en faire son métier, il demande à ses amis Jeff et Joe de l'accompagner aux Folies-Bergère. Il tombe sous le charme de la belle danseuse et chanteuse Claudie. Il entreprend alors de rester à Paris et d'apprendre le français. Ils se marient et elle accepte de travailler avec lui. Colérique et d'un tempérament brutal, il est viré du music-hall parisien.  Il est contraint à partir faire une tournée en province. Retrouvant Claudie qui commence à connaître la gloire, il devient jaloux. Pour la provoquer, il séduit la jolie tête d'affiche Suzy Morgan mais la déception le gagne. Son ami Jeff et le régisseur Roger parviennent à lever les quiproquos. Claudie retrouve alors l'amour de son bienaimé.

## Fiche technique
- Titre : Folies-Bergère, ou Un soir au music-hall
- Réalisation : Henri Decoin
- Scénario : Jacques Companéez, Georges Tabet et Henri Decoin
- Dialogues : André Tabet
- Chorégraphes : Roland Petit, Mary Jo Weldon
- Musique : Philippe-Gérard
- Chef opérateur : Pierre Montazel
- Monteur : Claude Durand
- Producteurs : Lucien Masson et Jacques Roitfeld
- Production : Les Films Sirius
- Pays de production :   France
- Format : Couleurs - 1,85:1 - Dolby Digital - 35 mm
- Genre : Film musical
- Durée : 110 minutes
- Date de sortie : 
  - France : 9 janvier 1957

## Distribution
- Eddie Constantine : Bob Wellington
- Zizi Jeanmaire : Claudie
- Yves Robert : Jeff
- Nadia Gray : Suzy Morgan
- Pierre Mondy : Roger
- Edith Georges : Rita
- Serge Perrault : Max
- Nadine Tallier : Sonia
- Jeff Davis : Harry
- Jacques Castelot : Philippe Loiselet
- Jacques Morel : Roland
- Robert Pizani : Clairval
- Marguerite Ducouret : Berthe